# Stazione di Machida
La stazione di Machida (町田駅?, Machida-eki) è una stazione ferroviaria nella città giapponese omonima, facente parte dell'area esterna di Tokyo in Giappone. La stazione è in realtà costituita dalle stazioni della JR East e delle Ferrovie Odakyū integrate.

## Linee
East Japan Railway Company
■ Linea Yokohama
 Ferrovie Odakyū
● Linea Odakyū Odawara

## Struttura

### Stazione JR
La stazione JR è realizzata in superficie con due marciapiedi a isola centrale serventi quattro binari, di cui i due esterni per i treni rapidi e quelli interni per i locali e per le precedenze. Il fabbricato viaggiatori è sospeso sopra i binari e sono presenti due aree varchi (l'uscita centrale e l'uscita Terminal) ed è completamente accessibile grazie ad ascensori e scale mobili. Nella stazione si trovano anche due convenience store, un juice bar e un caffè.
| 1-2 | ■ Linea Yokohama |  | per Shin-Yokohama, Higashi-Kanagawa, Yokohama e Isogo |
| 3-4 | ■ Linea Yokohama |  | per Sagamihara, Hashimoto, e Hachiōji                 |

### Stazione Odakyū

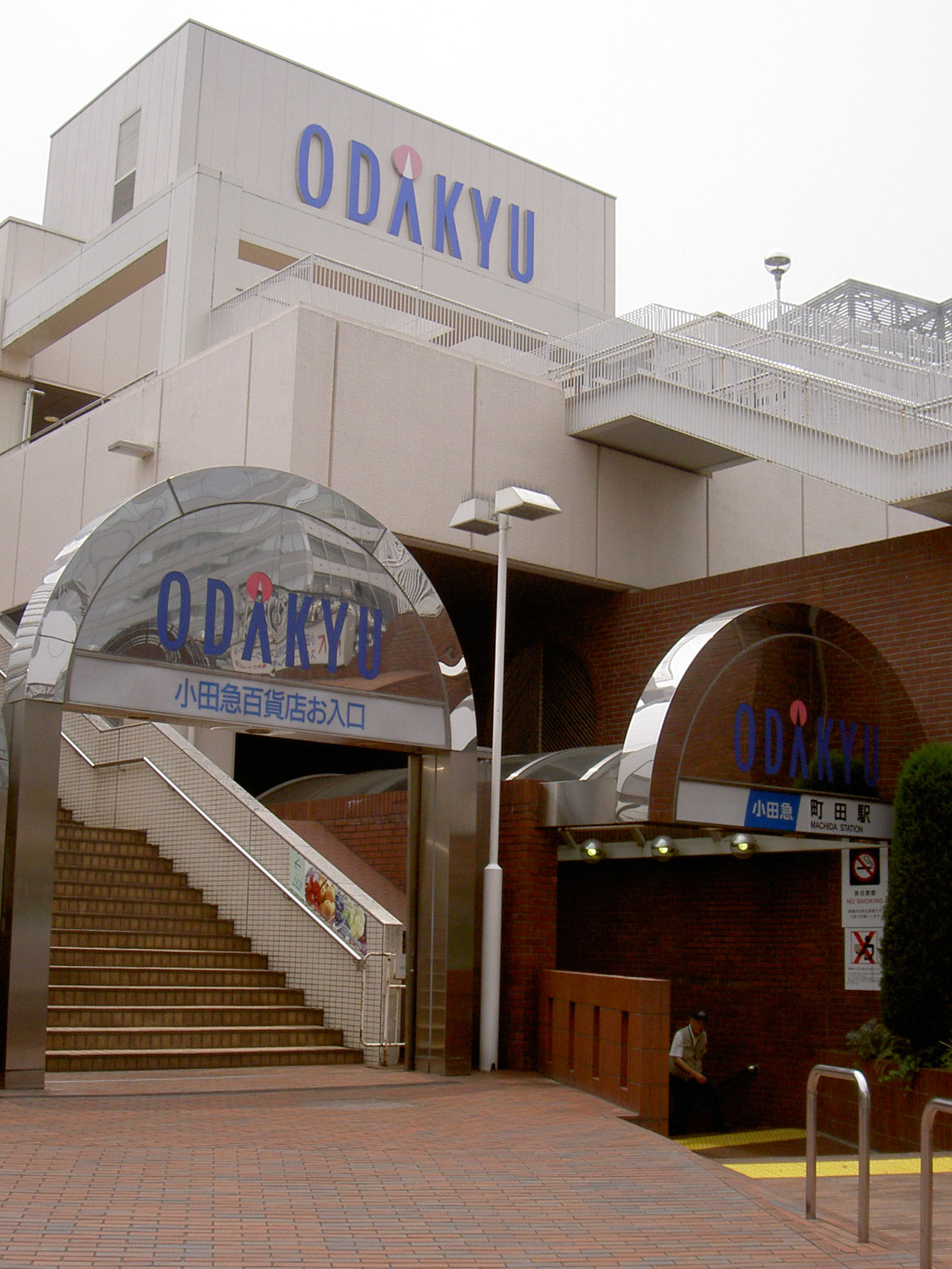
Vista della stazione Odakyu

La stazione Odakyū consta in un edificio commerciale di 11 piani con piano binario rialzato costituito da 4 binari e 2 marciapiedi a isola centrali. Nella stazione sono presenti cinque aree varchi di uscita (nord, sud, est, ovest, Grandi Magazzini Odakyū), diversi convenience store, bar e ristoranti. La stazione è dotata in totale di 13 uscite differenti.
| 1-2 | ● Linea Odakyū Odawara |  | per Sagami-Ōno, Odawara, Hakone-Yumoto e Katase-Enoshima |
| 3-4 | ● Linea Odakyū Odawara |  | per Shin-Yurigaoka, Shinjuku e linea Chiyoda             |

## Stazioni adiacenti
| «                       | Servizio               | »                  |
| Linea Yokohama          | Linea Yokohama         | Linea Yokohama     |
| ----------------------- | ---------------------- | ------------------ |
| Naruse                  | Locale                 | Kobuchi            |
| Nagatsuta               | Rapido                 | Sagamihara         |
| Linea Odakyū Odawara    |                        |                    |
| Tamagawagakuen-mae      | Locale                 | Sagami-Ōno         |
| Tamagawagakuen-mae      | Semiespresso sezionale | Sagami-Ōno         |
| Tamagawagakuen-mae      | Semiespresso           | Sagami-Ōno         |
| Shin-Yurigaoka          | Espresso               | Sagami-Ōno         |
| Shin-Yurigaoka          | Espresso Rapido        | Sagami-Ōno         |
| Mukōgaoka-Yūen Shinjuku | Espresso Limitato      | Hon-Atsugi Odawara |